# Мокрицький Юрій Ярославович
Юрій Ярославович Мокрицький (нар. 16 жовтня 1970, м. Рава-Руська) — радянський та український футболіст. Захисник, виступав, зокрема, за львівські «Карпати», вінницьку «Ниву». Майстер спорту СРСР (1990). Майстер спорту України (1993)

## Життєпис
Вихованець ДЮСШ-4 м. Львів (перший тренер — Богдан Михайлович Грещак) і Львівського спортінтернату (тренери: Лев Броварський і Ярослав Луцишин).
Віце-чемпіон Європи 1987 серед юнаків (U-16), чемпіон світу 1987 серед юнаків (U-16).
Виступав за команди СКА «Карпати» (Львів), «Галичина» (Дрогобич), «Карпати» (Львів), «Іроні» (Ашдод, Іраїль), «Ворскла» (Полтава), «Жемчужина» (Сочі, Росія), «Сокіл» (Золочів), «Поліграфтехніка» (Олександрія), ФК «Вінниця», «Техно-Центр» (Рогатин), ФК «Вишня» (Судова Вишня) і «Дніпро» (Черкаси).

## Титули і досягнення
- Чемпіон світу (U-16): 1987